# Rayman (jogo eletrônico)
Rayman é um jogo de plataformas publicado, produzido e desenvolvido pela Ubisoft e é o primeiro jogo da série de vídeo jogos Rayman. Originalmente lançado para Atari Jaguar em 1995, uma versão para PlayStation foi desenvolvida e lançada ao mesmo tempo, foi relançado para o Sega Saturn e MS-DOS em 1996. Também foi portado para vários formatos, tais como Game Boy Advance, PlayStation Network e DSiWare. Houve uma versão planejada para a Sega 32X, mas foi cancelada devido a curta duração do sistema.

## Jogabilidade
Rayman é um jogo de vídeo de plataformas em que o jogador controla a personagem-título Rayman, que deve viajar através de cinco mundos (Dream Forest, Band Lands, Blue Mountains, Picture City e The Caves of Skops) para libertar todas as Electoons enjauladas, dos quais seis estão localizados em algum lugar em cada nível. Somente quando todos os Electoons são libertados Rayman será capaz de atingir e confrontar Mr. Dark no seu covil no Candy Chateau.
Cada mundo tem os seus chefes do Mr. Dark, que Rayman também deve derrotar. O jogador deve percorrer os níveis e atingir o objetivo final, com uma placa com um ponto de exclamação. Uma vez que todos os níveis do jogo no jogo são divididos em várias partes, a trave final também funciona como uma transição para a parte seguinte de um nível. Ao jogador é dada uma certa quantidade de vidas que são perdidas quando Rayman é atingido por um inimigo ou cair na água ou um poço. Se todas as vidas são perdidas a qualquer momento, o ecrã de "Game Over" irá aparecer, no qual o jogador pode continuar ou parar de jogar.
Espalhados por cada nível estão pequenas e brilhantes esferas azuis chamadas Tings. Se Rayman coleciona 100 deles, ganha uma vida extra e reinicia o contador a zero. Quando Rayman morre, ele perde todos os Tings que colecionou. O jogador vai encontrar uma variedade de bônus, como um punho de ouro, um punho rápido de perfuração, um poder para restaurar a energia de Rayman, e duendes azuis que ajudam Rayman a encolher no tamanho para aceder a novas áreas. As Tings também pode ser usadas para pagar a um Mago encontrado em certos níveis para introduzir uma fase de bônus, em que Rayman pode ganhar uma vida extra se ele recolher todos os Tings dentro de um determinado período de tempo.
Nos estágios iniciais do jogo, Rayman tem a capacidade de andar, rastejar, fazer caretas e socar inimigos. Ele obtém poderes adicionais durante o jogo (perfuração telescópica, segurar as falésias, segurar anéis voadores, voando com o seu cabelo como lâminas de helicóptero e correr) de Betilla a Fada, enquanto outros são dados temporariamente dos seus amigos que são usadas para apenas uns determinados níveis.

## Desenvolvimento

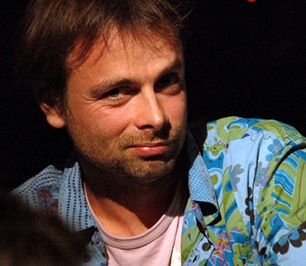
Michel Ancel, o chefe designer do jogo, criou a personagem Rayman em 1994.

### Concepção
O personagem Rayman foi criado a partir de esboços, em 1994, feitos por Michel Ancel, sob a influência dos contos russos, chineses e célticos de fadas. A Ubisoft decidiu apoiar o projeto de Ancel, e financiou tudo o que tinham para ele. A ausência de membros de Rayman foi devido a várias limitações técnicas encontradas. No seu desenvolvimento inicial, Rayman foi produzido para a consola Super Nintendo que continha um modo para dois jogadores. A Ubisoft decidiu mudar o projeto para uma consola de CD-ROM, e os desenvolvedores contrataram animadores de uma empresa de desenho animado que melhoraram consideravelmente os gráficos. Quando o recurso CD-ROM para a consola Super Nintendo foi cancelada no entanto, o jogo mudou-se para o Atari Jaguar para com o seu hardware superior. A versão PlayStation veio mais tarde no desenvolvimento, desenvolvida pela equipe de Ancel.

### Personagem edesignde arte
Rayman usa recursos gráficos detalhados de desenho animado, animações suaves de 60 (ou 50 em regiões PAL) frames por segundo, e o uso de até 65.000 cores.

## Recepção
Rayman foi premiado com dois prémios "Melhor Música num jogo de CD-ROM" e "Melhor Animação" na Electronic Gaming Monthly Video Game Awards de 1995. O jogo vendeu 900 mil cópias em dois anos. É também o jogo mais vendido de todos os tempos no Reino Unido para PlayStation, com cerca de 5 milhões de cópias vendidas, superando Tomb Raider II e Gran Turismo no país.